# Pusher (serie di film)

Logo del primo film della serie

Pusher è una trilogia cinematografica scritta e diretta dal regista danese Nicolas Winding Refn. La saga è formata da Pusher - L'inizio (1996), Pusher II - Sangue sulle mie mani (2004) e Pusher 3 - L'angelo della morte (2005).
La trilogia è incentrata sulle vicende di tre personaggi della malavita: Frank, uno spacciatore di bassa lega, il suo compagno Tonny e il boss Milo; quest'ultimo è l'unico personaggio a comparire in tutti e tre i film della serie.

## Trama

### Pusher - L'inizio
Frank vive a Copenaghen dove si guadagna da vivere con piccoli traffici di eroina, circondato da amici che, come lui, sono soltanto piccoli criminali. Un giorno chiede a Milo, un trafficante serbo, un'ingente quantità di eroina, promettendogli di pagarlo il giorno seguente. Le cose non vanno però per il verso giusto e la polizia fa irruzione proprio mentre Frank sta piazzando la merce: l'uomo riesce a fuggire ma non a portare via con sé l'eroina e i soldi. Dopo aver passato una notte in cella viene rilasciato, ma non sa come mettere insieme il denaro che deve a Milo, che diventa sempre più impaziente. Disperato, va persino a chiedere i soldi a sua madre, che non vede da molti anni. Con il poco denaro che è riuscito a racimolare, si procura un'arma. Ha intenzione di usarla e di cercare poi in ogni modo di lasciare in fretta il paese insieme ad una donna di cui si fida, e per la quale prova un profondo affetto, prima che Milo o la polizia lo trovino.

### Pusher II - Sangue sulle mie mani
Tonny è appena stato scarcerato, e non riuscendo a trovare il suo vecchio compagno e amico Frank, del quale non ricorda quasi nulla a causa di un'amnesia, decide di andare a lavorare per conto del padre detto Smeden (il Duca), il quale nutre per Tonny un senso di apatia e distacco, una situazione che ha un forte peso sulla stabilità emotiva di Tonny il quale sperava di trovare conforto nella figura paterna. Tonny scopre anche di aver messo incinta una prostituta con la quale era andato prima di finire in prigione, e si trova davanti ad un figlio da mantenere, cercando di ritrovare una posizione ormai perduta nel mondo della droga.

### Pusher 3 - L'angelo della morte
Milo, dietro un'apparenza rispettabile, nasconde il fatto di essere uno dei più importanti boss della droga a Copenaghen. Proprio mentre è immerso nei preparativi per la festa che sta organizzando in occasione dei venticinque anni di sua figlia, Milo vede la sua posizione messa in pericolo da alcuni giovani immigrati albanesi che stanno tentando di togliergli tutto il potere che ha conquistato negli anni con il commercio di droga. Sempre fingendosi tranquillo mentre festeggia sua figlia, Milo deve lottare per non perdere il predominio e, allo stesso tempo, tenta di smettere di consumare droga frequentando un gruppo di sostegno.

## Personaggi e interpreti
- Frank, interpretato da Kim Bodnia, doppiato da Alberto Bognanni.
- Tonny, interpretato da Mads Mikkelsen, doppiato da Andrea Lavagnino e Andrea Ward.
- Milo, interpretato da Zlatko Burić e doppiato da Pierluigi Astore e Paolo Marchese.